# Tripanosoma
Tripanosoma (Trypanosoma, gr. trypano, "foradador" i soma, "cos") és un gènere de protozous excavats cinetoplàstids, paràsits unicel·lulars flagel·lats. El nom deriva del pel seu moviment com un tirabuixó. Els tripanosomes infecten una gran varietat d'hostes i causen diverses malalties incloent-hi de mortals, com la tripanosomiasi africana o malaltia de la son en humans. Tripanosoma travessa un cicle biològic complex que inclou diverses formes. Per exemple, Trypanosoma brucei es transmet entre animals hostes per un dípter, la mosca tse-tse i el tripanosoma té canvis morfològics per a adaptar-se a diferents ambients.
El genoma mitocondrial del tripanosoma, que es coneix com a cinetoplast, està fet d'unes sèries complexes de cercles cadenats i minicercles que requereixen un conjunt de proteïnes durant la divisió cel·lular.

## Algunes espècies de tripanosoma
- T. ambystomae en amfibis
- T. avium, causant de la tripanosomiasi en ocells
- T. boissoni,
- T. brucei, causa la tripanosomiasi africana o malaltia de la son en humans i la malaltia nagana en bovins
- T. cruzi, causa la malaltia de Chagas en humans
- T. congolense, causa nagana en bovins, cavalls i camells
- T. equinum, a Amèrica del Sud malaltia dels cavalls transmesa pels tàvecs (Tabanidae),
- T. equiperdum, malalties en cavalls i altres equins.
- T. evansi, causa surra en animals amb un cas en humans[2] tractat amb èxit amb suramin[3])
- T. everetti, en ocells
- T. hosei en amfibis
- T. levisi, en rates
- T. melophagium, en ovella, transmesa via Melophagus ovinus
- T. paddae, en ocells
- T. parroti, en amfibis
- T. percae, en peixos com Perca fluviatilis
- T. rangeli, es creu que no és patògena en humans
- T. rotatorium, en amfibis
- T. rugosae, en amfibis
- T. sergenti, en amfibis
- T. simiae, causa nagana en animals
- T. sinipercae, en peixos
- T. suis, diferent de la surra
- T. theileri, en remugants
- T. triglae, en teleostes marins
- T. vivax, causa nagana[4]